# 친칠라생쥐속
친칠라생쥐속(Euneomys)은 비단털쥐과 목화쥐아과에 속하는 설치류 속의 하나이다. 아르헨티나와 칠레에 널리 분포하는 4종으로 이루어져 있다.

## 특징
꼬리 길이 53~103mm를 제외한 몸길이가 90~156mm인 작은 설치류로 몸무게는 최대 122g이다.

## 하위 종
- 파타고니아친칠라생쥐 (Euneomys chinchilloides)
- 굴파는친칠라생쥐 (Euneomys fossor)
- 무는친칠라생쥐 (Euneomys mordax)
- 피터슨친칠라생쥐 (Euneomys petersoni)